# Micro Machines
Micro Machines, egentlig Micro Machines: The Original Scale Miniatures og også omtalt som The Micros, er en serie legetøj, der oprindeligt blev produceret af Galoob (nu en del af Hasbro) i midten af 1980'erne og op igennem 1990'erne. Galoob købte licens til Micro Machines fra Clemens V. Hedeen & Patti Jo Hedeen, der var amerikanske legetøjsopfindere fra Wisconsin. Micro Machines er små legesæt og fartøjer, der er en smule større end skala N. Sættene bestod bl.a. af militærbaser, kampvogne og fly eller byer med biler, redningsfartøjer og helikopterer.
Der er også produceret modeller fra Star Trek og Star Wars samt fra andre science fiction franchise inkluding Babylon 5, Power Rangers og MIB. Derudover er der fremstillet Micro Machines med James Bond og Indiana Jones. Efter at være blevet købt af Hasbro blev der tilføjet blier fra Winner's Circle NASCAR og G.I. Joe.
Tidligere reklamer for Micro Machines var berømte for at blive speaket af John Moschitta Jr., der, på dette tidspunkt, var i Guinness Rekordbog som den hurtigste talende person i verden, og han blev kendt som "Micro Machines man".
I filmen Alene hjemme benytter filmens hovedperson, der spilles af Macaulay Culkin, Micro Machines til at sætte en fælde for antagonisterne.